# 植竹須美男
植竹須美男（日语：植竹 須美男、1968年 - 2023年2月15日），日本男編劇。其活動以動畫為主。編劇集團「Brother Noppo」（小山高生主宰）出身。

## 來歷
除了從事編劇之外。也有擔任漫畫的原作，其小說（與平野俊貴共著）原本因連載雜誌休刊而未完結，後來在廣受好評之下，2011年起以完整版的方式在《電擊COMIC JAPAN》（ASCII Media Works）復載。
近年來，由於身體狀況不佳，他作為編劇的工作參與度有所下降。2023年2月10日，他因病情驟變而送醫急救，並於2月15日逝世。享年54歲。

## 作品列表

### 電視動畫

#### 劇本統籌（編劇）
1997年
- 爆笑吸血鬼'99

2001年
- 破邪巨星G彈劾凰

2004年
- 神無月的巫女
- BURN-UP SCRAMBLE

2005年
- 天使心[2]

2007年
- 京四郎與永遠的空

2011年
- R-15

2015年
- 新妹魔王的契約者 BURST

#### 編劇
1992年
- 七龍珠Z

1993年
- 勇者特急隊

1996年
- VS騎士檸檬汽水&40炎
- 機械女神J

1997年
- 妖精狩獵者II
- 新·天地無用！
- MAZE☆爆熱時空

1998年
- 超魔神英雄傳
- 失落的宇宙
- 秋葉原電腦組
- 機械女神JtoX

1999年
- 宇宙戰艦山本洋子

2000年
- 時空母艦2000 怪盗閃亮超人（日语：タイムボカン2000 怪盗きらめきマン）

2001年
- The Soul Taker ～魂狩～（日语：The Soul Taker 〜魂狩〜）
- 電腦冒險記Web潛水員

2002年
- Chobits
- 魔力女管家 ～更美麗的事物～

2003年
- 戰鬥陀螺G
- 月詠 -MOON PHASE-

2004年
- 醜陋美世界[3]
- B傳說！戰鬥彈珠人
- 增血鬼果林

2005年
- 嬉皮笑園
- 妖逆門

2006年
- 超級機器人大戰OG -Divine Wars-（日语：スーパーロボット大戦OG -ディバイン・ウォーズ-）

2007年
- 偶像大師 XENOGLOSSIA

2009年
- 魔力充電娘
- 夏日風暴！ ～春夏冬中～[注 1]

2010年
- 旋風四驅王[注 2]
- kiss×sis

2014年
- 健全機鬥士

2015年
- Battle Spirits 烈火魂

2016年
- Battle Spirits Double Drive
- 魔裝學園H×H

2017年
- 妖怪公寓的優雅日常

2020年
- 異種族風俗娘評鑑指南

2022年
- ORIENT 東方少年[4][5]

### OVA
1996年
- 銀河少女傳說 ～深暗的仙女～（日语：銀河お嬢様伝説ユナ）
- BURN-UP W
- 爆笑吸血鬼

### 廣播劇CD
1998年

### 特攝影集
2021年
- 超人力霸王特利卡：NEW GENERATION TIGA[6]

2023年
- 超人力霸王布雷薩

### 小說
- 京四郎與永遠的空 -前奏曲-（2007年）
- 姬神的巫女（網路線上小說，2009年、2011年）
- 神無月的巫女 DVD-BOX特典短篇（2009年）

### 漫畫（原作）
- 天鳳鳳（1994年）
- （全6冊）
- SP3 藥師寺涼子怪奇事件簿短篇集（2011年）
- 藥師寺涼子怪奇事件簿 女王陛下的招財貓（2013年）